# Bar de Jo
El Bar de Jo era un establecimiento hostelero ilegal situado al aire libre en la localidad nijareña de Los Escullos, en el corazón del parque natural de Cabo de Gata-Níjar, creado en la década de 1993 y cerrado definitivamente debido a una demanda judicial. Abría al público sólo durante el verano.

## Historia
El bar fue fundado por el motero francés Jo Bell, de ahí el nombre del establecimiento, aunque también se le puede ver denominado como Jo's Bar o Jolie Rouge. Bell realizaba una ruta mototurista en una Harley Davidson por la zona, donde decidió establecer un bar relativamente cercano a la playa pero con suficiente distancia como para que fuera un lugar tranquilo. Amenizado con música rock, el local está decorado con multitud de materiales reciclados, como palés, motocicletas de desguace, bidones e incluso una bañera que recuperó de un amigo de su casa en Suiza, además de una bandera pirata como punto de referencia.
Joe Strummer, líder de The Clash, celebraba su cumpleaños todos los años en este establecimiento, a pesar de no gustarle escucharse a sí mismo por los altavoces. Desde 1987 era propietario de una casa en las cercanías, lugar que conoció durante el rodaje de Straight to Hell.

### Cierre
Se presentó una denuncia en agosto de 2017 por incumplir los horarios establecidos y carecer de licencia de apertura, por lo que el establecimiento fue precintado el siguiente diciembre por la administración pública. Esto provocó un gran revuelo entre la población de la zona, que no deseaba un cierre del local, teniendo además el ayuntamiento municipal interés en facilitar la reapertura debido al interés turístico del Bar de Jo.

## Tóxico
La especialidad del establecimiento era un cóctel denominado Tóxico, servido en vaso de chupito. Su receta exacta es secreta, por lo que distintas fuentes dicen afirmar que su base es el ron o el tequila.

## Distinciones
- El diario británico The Guardian lo clasificó en su lista de los 10 mejores chiringuitos de España.[9]